# Aspicilia alboradiata
Aspicilia alboradiata är en lavart som först beskrevs av Hugo Magnusson och som fick sitt nu gällande namn av Alfred Oxner. 
Aspicilia alboradiata ingår i släktet Aspicilia och familjen Megasporaceae. Arten är reproducerande i Sverige.